# Сакадура Кабрал
Сакаду́ра Кабра́л (порт. Sacadura Freire Cabral, справжнє повне ім'я: Артур ді Сакадура Фрейре Кабрал порт. Artur de Sacadura Freire Cabral; *23 травня 1881 — 15 листопада 1924) — піонер португальської авіації. Разом з товаришем-авіатором Гаго Коутіньо здійснив перший переліт Південної Атлантики у 1922 році, а також перший політ з використанням виключно астрономічної навігації — від Лісабона, Португалія до Ріо-де-Жанейро, Бразилія.  

## З життєпису
Народився в Селоріку-да-Бейра, був первістком у родині Артура ді Сакадури Фрейре Кабрала і його дружини Марії Ауґусти да Сілва Іштевеш ді Вашконселуш. Сам він став прадідом португальських політиків Мігела Порташа та Паулу Порташа.
Служив у колоніях під час Першої світової війни. Уславився як видатний льотчик, зокрема на міжнародному рівні. В Африці познайомився з Гаго Коутіньо. Разом з ним здійснив перший політ через Південну Атлантику у 1922 році, а також перший політ з використанням виключно астрономічної навігації — від Лісабона до Ріо-де-Жанейро. 
15 листопада 1924 року зник під час польоту над Ла-Маншем разом з іншим пілотом, капралом-механіком Жозе Коррейєю (José Correia) внаслідок туману і скорочення видимості (що ніколи не зупиняло його від польотів). Хоча за чотири дні були виявлені деякі механічні уламки його гідроплана, — тіла льотчиків так ніколи і не було знайдено.  
Пам'ятник пілотам, зокрема Сакадурі Кабралу, встановлений у Лісабоні. Ще одна статуя на його честь розташована в його рідному місті Селоріку-да-Бейра.

## Галерея

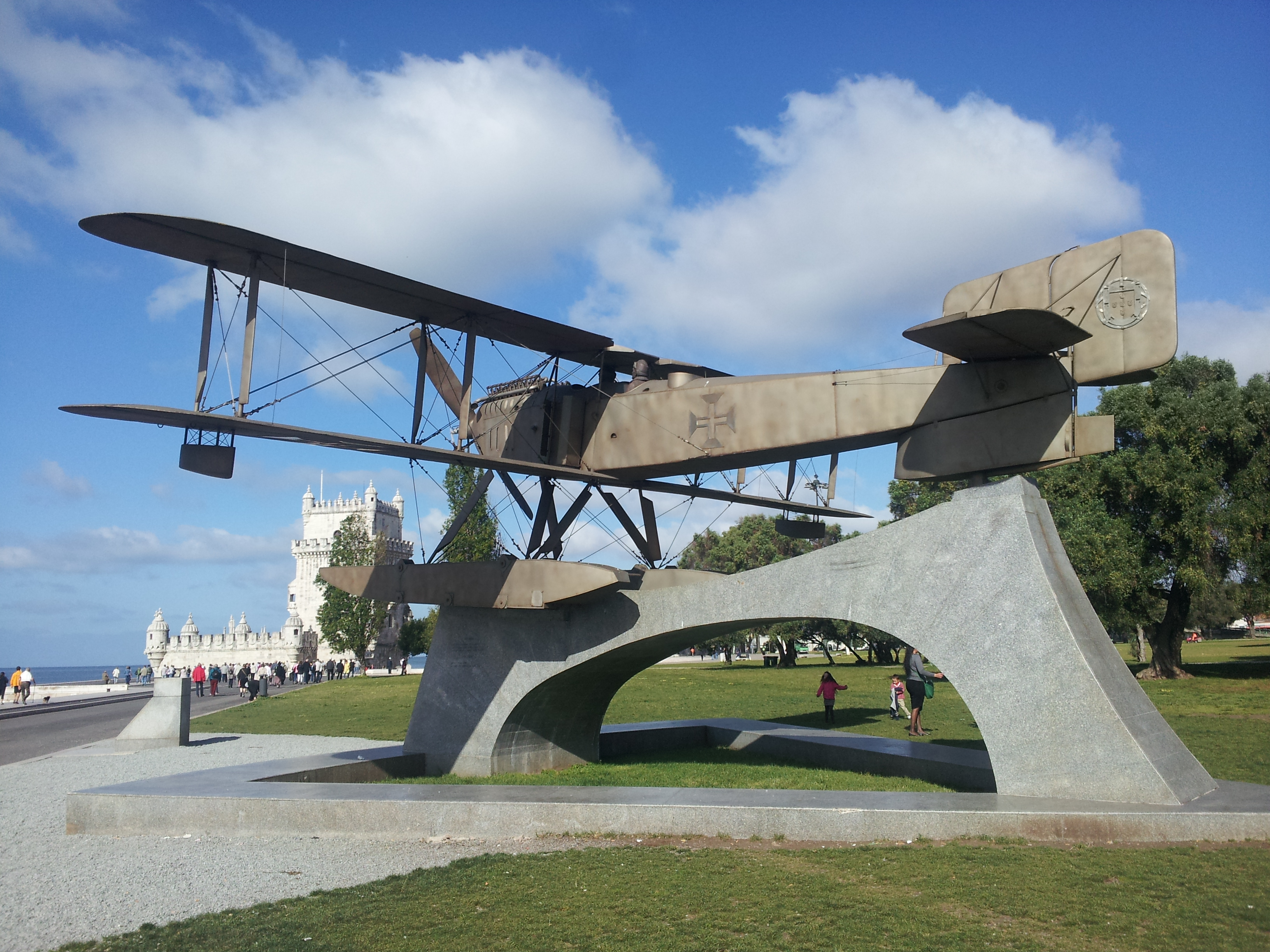
Лісабонський пам'ятник польоту
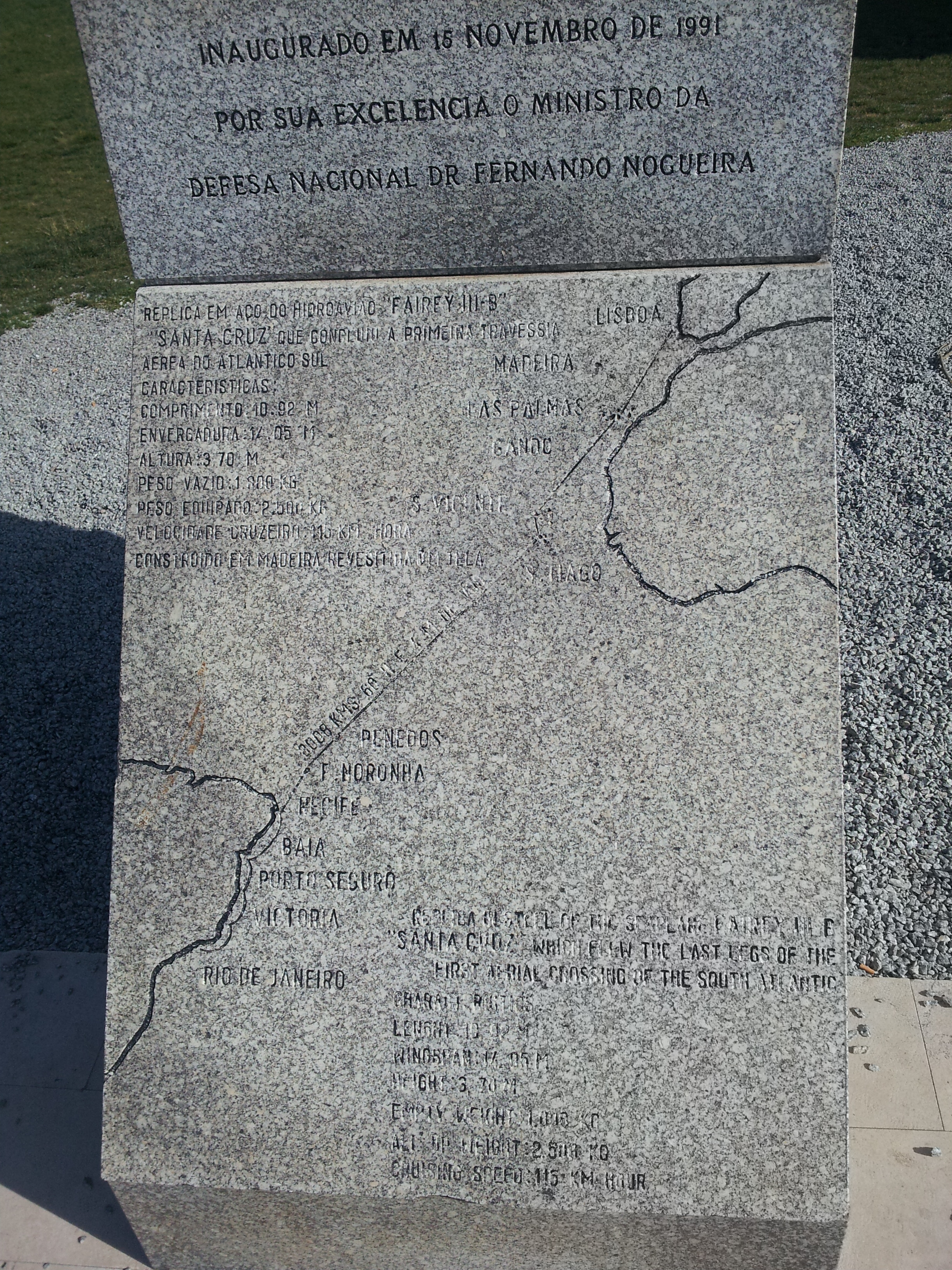
Дошка з маршрутом польоту на лісабонському пам'ятнику
Маршрут першого польоту через Південну Атлантику
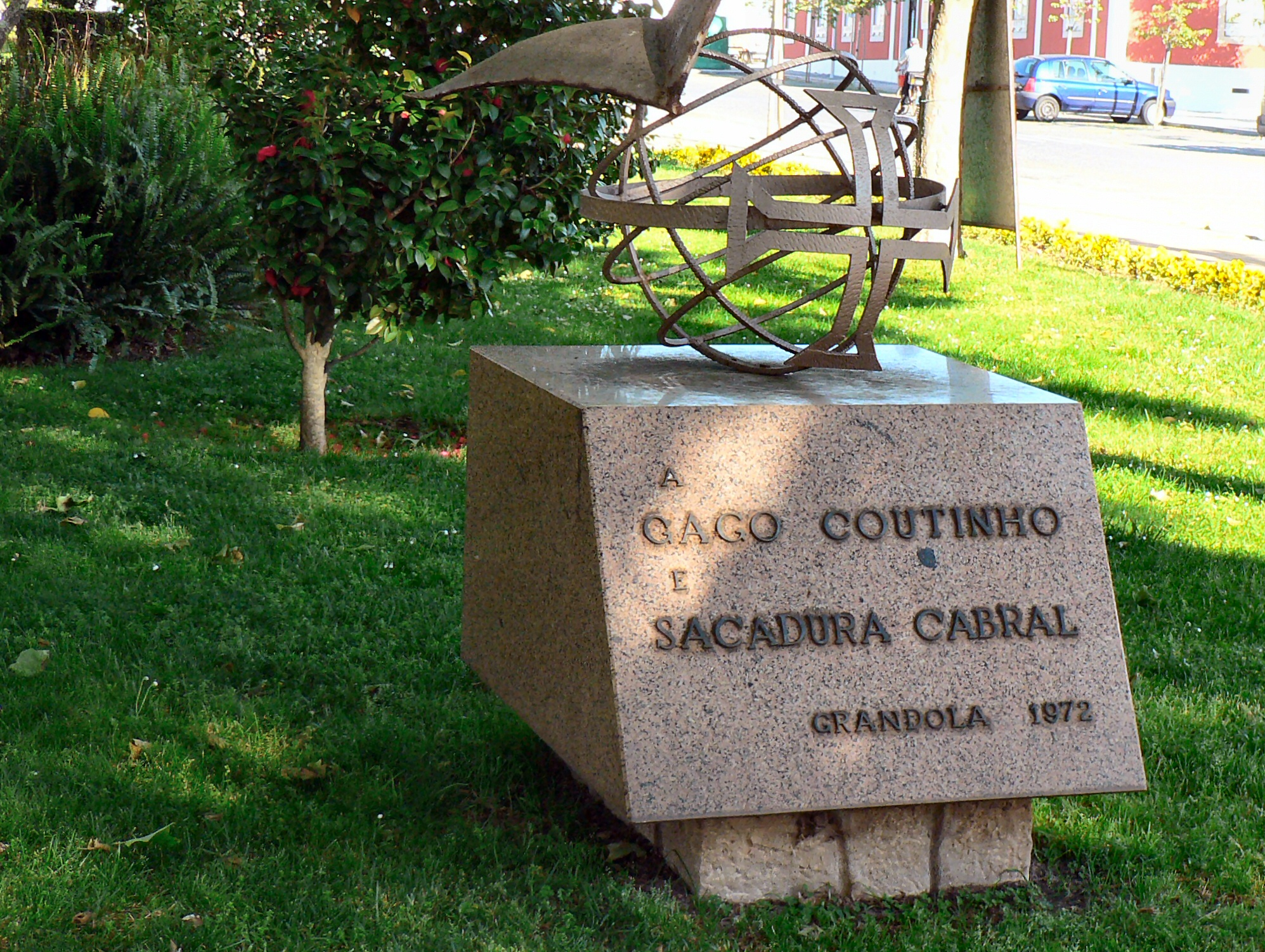
Пам'ятник Сакадурі Кабралу та Гаго Коутіньо в Грандолі (Португалія)